# Fructuós Gelabert
Fructuós Gelabert (Barcelona, 15 de enero de 1874 - 25 de diciembre de 1955 o 27 de febrero de 1956) fue un pionero dentro del cine español y es el director de lo que se puede considerar la primera película española con argumento: Riña en un café (1897). Hasta esta película de Gelabert, La Salida de la misa de doce de la Iglesia del Pilar de Zaragoza, fue filmada el 5 de noviembre de 1899, emitida dos días después, la Plaza del puerto en Barcelona o la Llegada de un tren de Teruel a Segorbe. 
Hijo de un ebanista mallorquín, su familia se traslada al barrio de Sants, donde el padre abrirá un taller. Fructuós aprende el oficio de su padre, pero se interesa también por la fotografía y empieza a trabajar con los hermanos Napoleón, que son dueños de un importante estudio de fotografía en Barcelona.
En 1895 asiste a la proyección del kinetoscopio, invento de Edison para representar imágenes en movimiento y desde ese momento se aficionará a las linternas mágicas y a todo tipo de instrumentos que sirvan precisamente para presentar imágenes en movimiento. Al año siguiente asiste a las sesiones del cinematógrafo Lumière y ve, entre otras películas, El regador regado, con la que decide que su futura ocupación será precisamente el cine.
En 1897, y utilizando una cámara que se había construido él mismo, rueda Riña en un café, además de diversos documentales que mostraban a gente saliendo de misa o de una fábrica. Con todo ello y algunas películas de los hermanos Lumière lleva a cabo lo que se puede considerar el primer estreno en Barcelona. Al año siguiente realiza la que se puede considerar la primera obra de animación del cine español: Choque de dos trasatlánticos (1898). En los años siguientes se dedica de lleno al cine: rueda documentales  como Visita de Doña Cristina y Don Alfonso XIII a Barcelona, en 1898 y que fue el primer filme español distribuido por todo el mundo, al tiempo que inventa dispositivos de proyección. En 1906 rechaza la propuesta para irse a trabajar a los Estados Unidos y sigue rodando películas (que lamentablemente en su mayor parte se han perdido) en sus propios estudios. En 1928 filma su última película, La puntaire, que fracasa debido a que ya el cine sonoro se ha extendido por todas partes.